# 永康 (西秦)
永康（412年八月—419年十二月）是十六國時期西秦政權，太祖文昭王乞伏熾磐的年號，共計7年餘。

## 纪年
| 永康 | 元年  | 二年  | 三年  | 四年  | 五年  | 六年  | 七年  | 八年  |
| ---- | ----- | ----- | ----- | ----- | ----- | ----- | ----- | ----- |
| 公元 | 412年 | 413年 | 414年 | 415年 | 416年 | 417年 | 418年 | 419年 |
| 干支 | 壬子  | 癸丑  | 甲寅  | 乙卯  | 丙辰  | 丁巳  | 戊午  | 己未  |

## 参看
- 中国年号索引
  - 其他时期使用的永康年号
- 同期存在的其他政权年号
  - 义熙（405年-418年十二月）：東晉皇帝晋安帝司马德宗的年号
  - 元熙（419年正月-420年六月）：東晉皇帝晋恭帝司马德文的年号
  - 弘始（399年九月-416年正月）：后秦政权姚兴年号
  - 永和（416年二月-417年八月）：后秦政权姚泓年号
  - 太平（409年十月-430年十二月）：北燕政权冯跋年号
  - 龙升（407年六月-413年二月）：夏国政权赫连勃勃年号
  - 凤翔（413年三月-418年十月）：夏国政权赫连勃勃年号
  - 昌武（418年十一月-419年正月）：夏国政权赫连勃勃年号
  - 真兴（419年二月-425年七月）：夏国政权赫连勃勃年号
  - 建初（405年正月-417年二月）：西凉政权李暠年号
  - 嘉兴（417年二月-420年七月）：西凉政权李歆年号
  - 嘉平（408年十一月-414年七月）：南凉政权秃发傉檀年号
  - 永安（401年六月-412年十月）：北凉政权沮渠蒙逊年号
  - 玄始（412年十一月-428年十二月）：北凉政权沮渠蒙逊年号
  - 永兴（409年闰十月-413年十二月）：北魏政权拓跋嗣年号
  - 神瑞（414年正月-416年四月）：北魏政权拓跋嗣年号
  - 泰常（416年四月-423年十二月）：北魏政权拓跋嗣年号
  - 建平（415年三月-416年九月）：白亚栗斯、刘虎年号